# Улица Антона Петрова
Улица Антона Петрова — одна из улиц Барнаула.

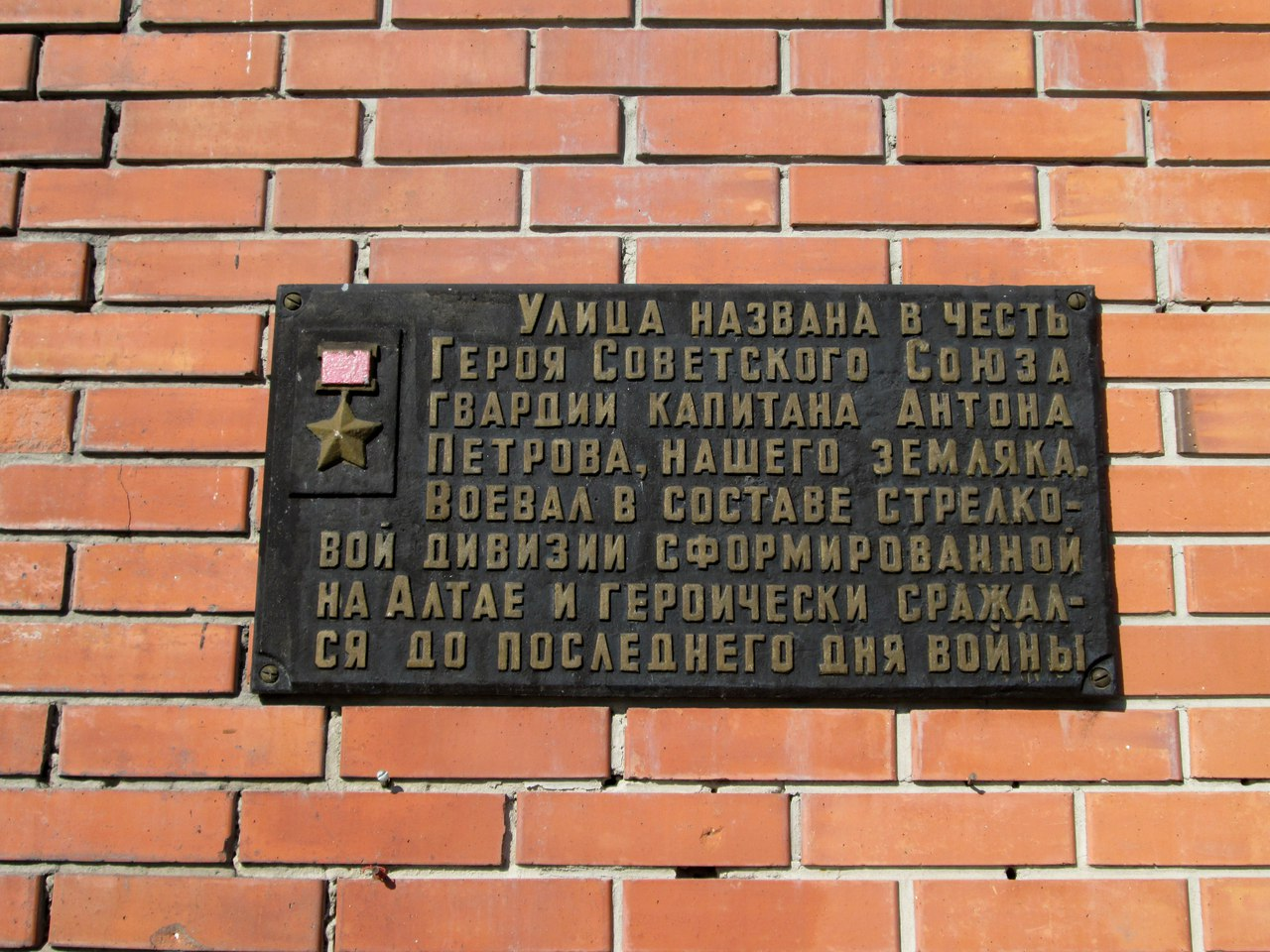

Улица находится в трёх районах города: Индустриальном, Ленинском и Железнодорожном. Начинается у Кирсараевской улицы рядом с Железнодорожным вокзалом и проходит в западном направлении до Лиственничной улицы в коттеджном посёлке Солнечная поляна. Протяженность — 7,2 км. Ширина — от 3 до 30 метров. На участке от Телефонной улицы до улицы Попова проходит несколько трамвайных маршрутов.

## История
Первоначальное название — Обводная.
Современное название дано в честь уроженца Барнаула, советского военнослужащего Петрова Антона Васильевича, воевавшего в годы Великой Отечественной войны в составе 107-й стрелковой дивизии. За проявленный героизм он был удостоен звания Героя Советского Союза, а также награждён орденами Ленина, Красного Знамени, Отечественной Войны, Красной Звезды и медалями.
Застройка улицы осуществлялась поквартально. В восточной части находится частный сектор — постройки середины XX века. От Телефонной улицы в западном направлении располагаются спальные микрорайоны Ближние и Дальние Черёмушки.

## Важнейшие здания и учреждения
Сегодня на улице Антона Петрова расположены:
- Государственные учреждения — Управление социальной защиты по Ленинскому району Барнаула.
- Крупные торговые центры — «Интерьер-Мебель», Центр Встреч и Развлечений «Огни»
- Учебные заведения — Средние школы № 68 и № 64; гимназия № 131, лицей «Сигма», вокально-хореографическая студия «Конфетти».
- Объекты культуры — ДК Барнаула.
- Религия — Александро-Невский собор.
- Парки — Мизюлинская роща, ПКиО имени Ленина.
- Спортивные учреждения — Спорткомплекс «Победа».